# Poiana Sibiului
Poiana Sibiului (deutsch Flußau, ungarisch Polyána) ist eine Gemeinde im Kreis Sibiu in der Region Siebenbürgen in Rumänien.
Der Ort ist auch unter den deutschen Bezeichnungen Pojana und Pojan und den ungarischen Bezeichnungen Polyán und Pojána bekannt.

## Geographische Lage

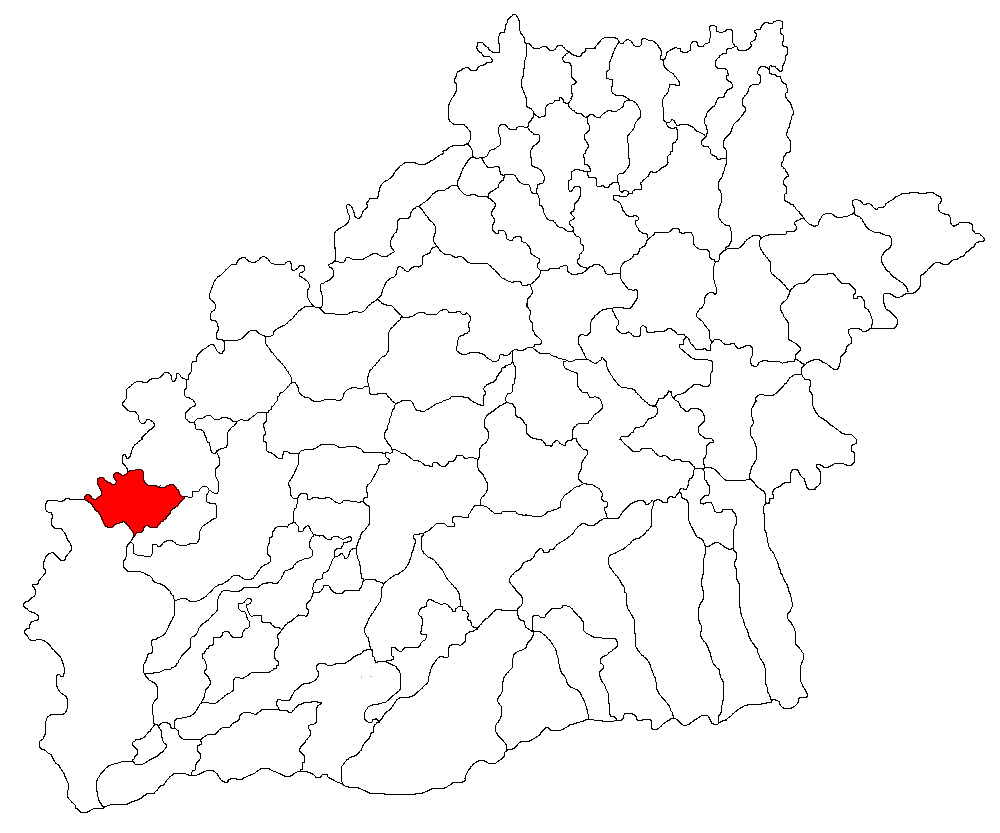
Lage von Poiana Sibiului im Kreis Sibiu

Poiana Sibiului liegt am Bach Poieni in der Mărginimea Sibiului, nordöstlich vom Zibinsgebirge (Munții Cibin). Im Südwesten des Kreises Sibiu befindet sich der Ort an der Kreuzung der Kreisstraßen (drum județean) DJ 106E und 106G, etwa 15 Kilometer südwestlich von der Kleinstadt Miercurea Sibiului (Reußmarkt) und ca. 40 Kilometer westlich von der Kreishauptstadt Sibiu (Hermannstadt) entfernt.

## Geschichte
Der Ort Poiana Sibiului wurde 1488 erstmals urkundlich erwähnt. Die Hauptbeschäftigung der Bevölkerung ist die Schafzucht. Bis zum Regimesturz von 1989 waren die Schäfer von Poiana Sibiului einige der reichsten Menschen in Rumänien. Seither reißt keiner mehr sein Dach ab um es etwas höher als das der Nachbarn aufzubauen, auch beim Heiraten ist es keine Schande mehr die Tochter an einen ärmeren Bräutigam zu vergeben. Das einzige in was die Schäfer von Poiana untereinander noch konkurrieren, ist Glanz und Farbe ihrer Tore.

## Bevölkerung
Bei der Volkszählung 1850 lebten in Poiana Sibiului 4.076 Menschen. 3.989 davon waren Rumänen, 85 Roma und zwei waren Rumäniendeutsche. Die höchste Einwohnerzahl (4.678) – gleichzeitig die der Rumänen (4.669) und der Rumäniendeutsche (6) – wurde 1930 erreicht. Seither fiel die Bevölkerungsanzahl stetig. Die höchste Anzahl der Roma (138) wurde 1977 und die der Magyaren (22) 1910 ermittelt. Des Weiteren bekannten sich ab 1880 bis 1910 einige als Ukrainer (höchste Anzahl vier 1910), 1966 einer als Serbe. 2011 wurden 2.548 Menschen gezählt. 2.424 waren Rumänen, 39 Roma, restliche machten keine Angaben zu ihrer Ethnie.

## Sehenswürdigkeiten
- Die Holzkirche Adormirea Maicii Domnului, 1766 errichten, mit Freskomalereien, Glas- und Holzikonen, steht unter Denkmalschutz.[8]
- Drei Holzhäuser zwischen 1869 und 1888 errichten, stehen unter Denkmalschutz.[8]

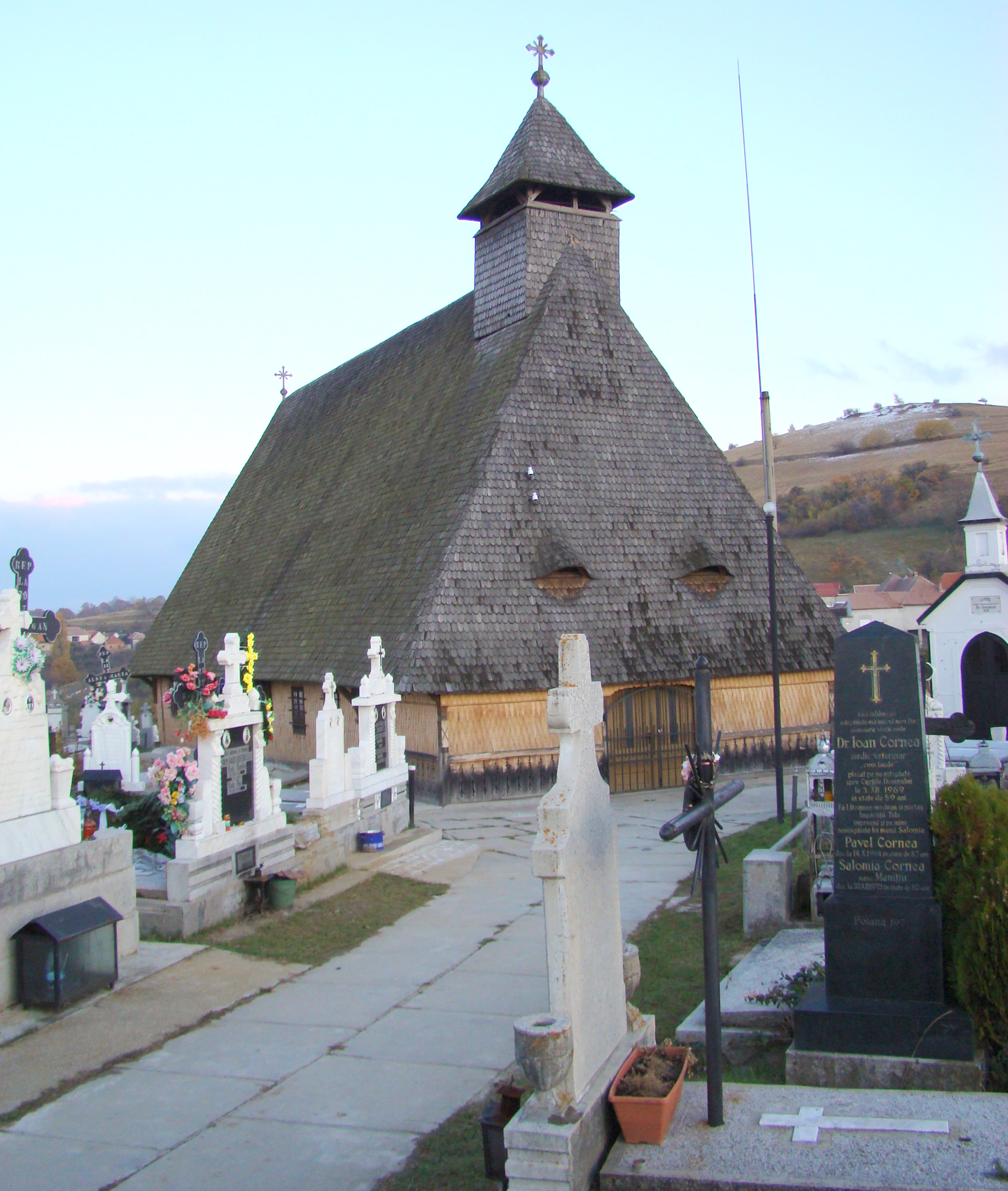
Holzkirche
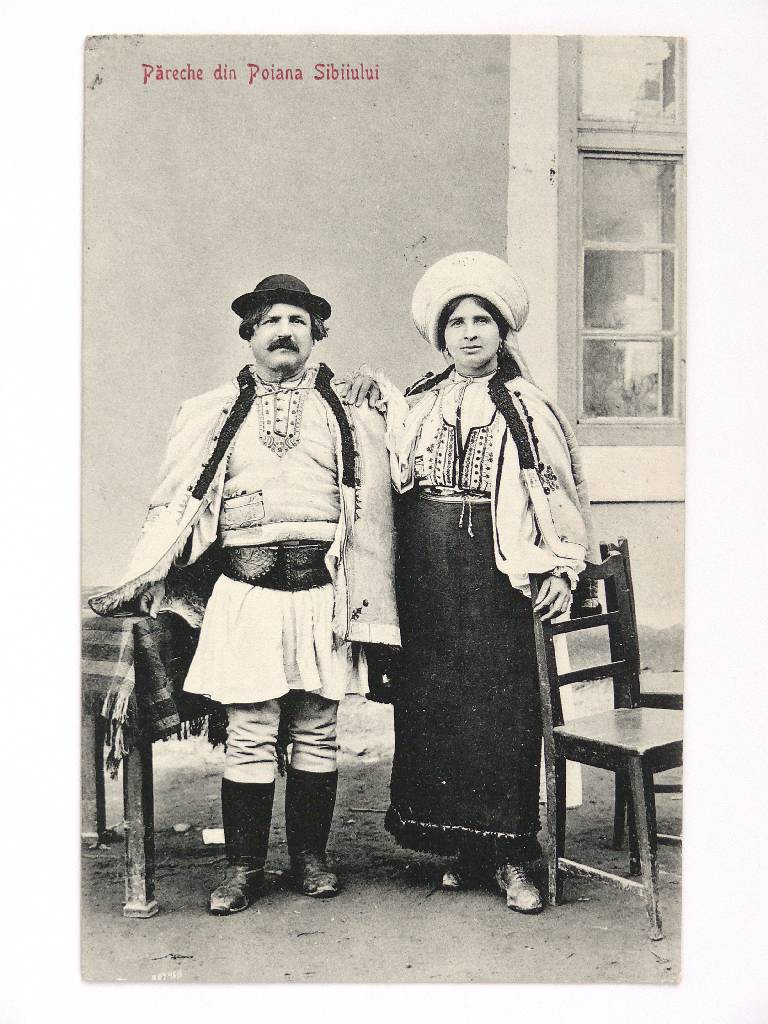
Paar in Volkstracht
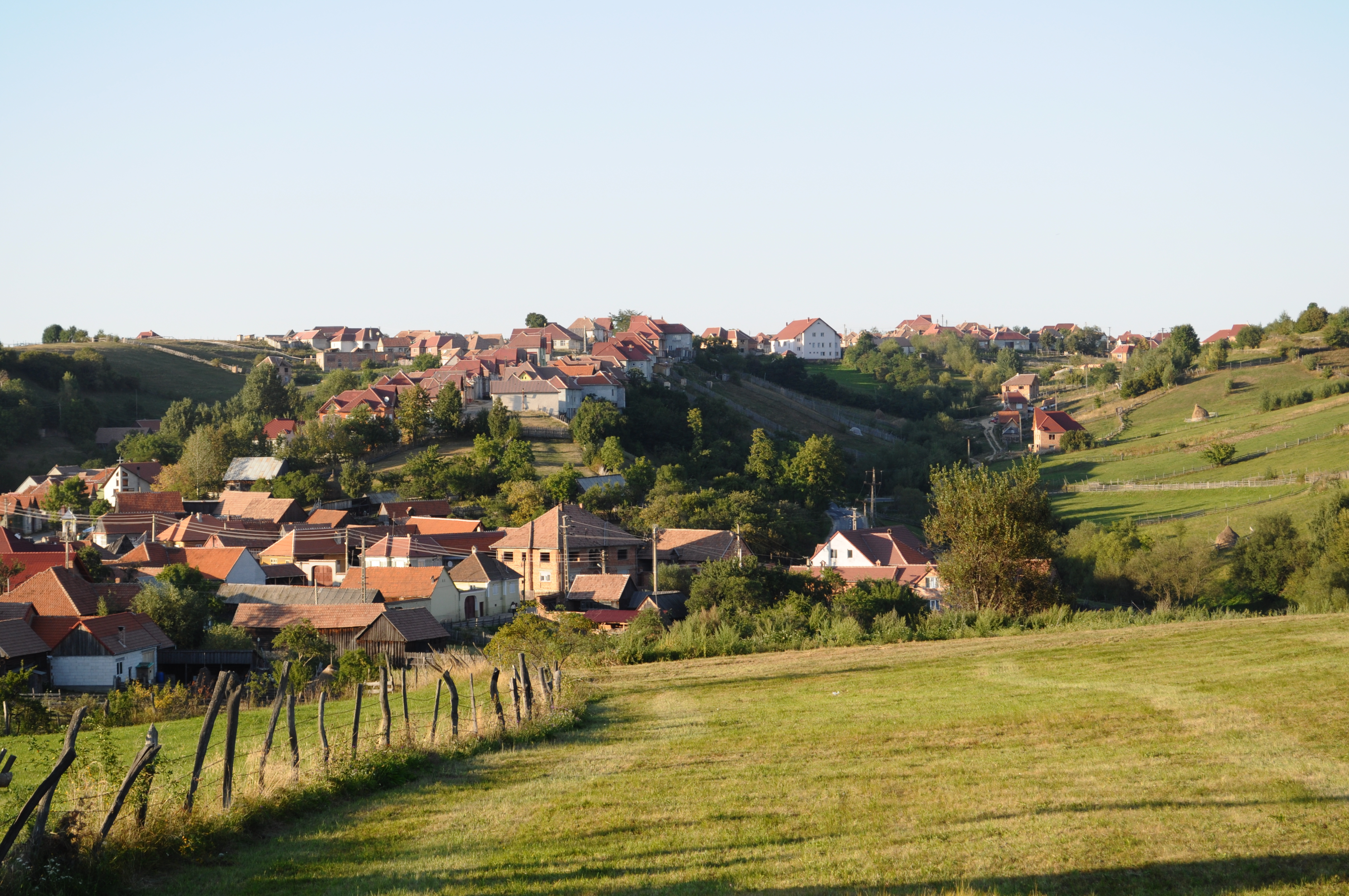
Blick auf Poiana Sibiului